# Gynoplistia exornata
Gynoplistia exornata är en tvåvingeart som beskrevs av Alexander 1929. Gynoplistia exornata ingår i släktet Gynoplistia och familjen småharkrankar. Inga underarter finns listade i Catalogue of Life.